# Alba rossa (film 1984)
Alba rossa (Red Dawn) è un film del 1984 diretto da John Milius e ambientato nel 1989 durante un'immaginaria invasione degli Stati Uniti condotta dalle truppe sovietiche, cubane e nicaraguensi. Protagonisti alcuni ragazzi che si improvvisano partigiani e combattono i soldati invasori nelle montagne intorno a Calumet in Colorado.
Nel 2012 ne è stato realizzato un remake, Red Dawn - Alba rossa.

## Trama
Nel 1989, l'Unione Sovietica è cresciuta militarmente come i suoi alleati centramericani Cuba e Nicaragua, ma registra la peggiore carestia degli ultimi 55 anni e ha così bisogno di rifornirsi altrove. In Europa, i paesi NATO hanno sciolto il Patto e abbandonato così a se stessi gli Stati Uniti. Infine, dopo la vittoria in Germania Ovest del "partito verde", vi è stata la messa al bando delle armi nucleari nel vecchio continente.
A Calumet, cittadina del Colorado, un folto gruppo di paracadutisti sovietici toccano il suolo nei pressi di una scuola, sparando contro gli studenti e la cittadina. Jed Eckert, benzinaio venticinquenne, raccoglie sul suo camioncino il fratello minore Matt e tre suoi compagni di scuola: Daryl Bates, Arturo "Aardvark" Mondragon e Robert Morris, poi anche Danny, il più giovane di tutti. I sei ragazzi scappano nella strada provinciale, venendo riforniti di cibo e armi dal padre di Robert, il quale li esorta a nascondersi fra le montagne.
Dopo cinque settimane di calma, tre dei ragazzi scendono in città e si rendono conto di cosa sia accaduto: le truppe piovute dal cielo sono cubane e nicaraguensi, in avanscoperta all'Unione Sovietica che, per ovviare al tracollo economico dopo il regime comunista, ha deciso di invadere gli Stati Uniti, imprigionando molti degli abitanti di Calumet. Lì, le ragioni pratiche dell'invasione sono coperte da propositi tutt'altro che infami, sotto forma di opera di risanamento sociale. Il signor Mason, in un ranch di campagna, racconta ai ragazzi l'uccisione del signor Morris e che essi stessi sono ricercati dal KGB. Mason consegna a Jed una radio, tre cavalli e soprattutto le nipoti Erica e Toni, sfuggite per un soffio alla violenza dei soldati.
Una mattina, tre soldati sovietici scoprono i ragazzi, che tuttavia hanno la meglio e riescono a ucciderli. È l'inizio della loro guerriglia come veri e propri partigiani, assumendo come nome Wolverines ("ghiottoni", dal nome del mustelide tipico delle montagne rocciose), ma cominciano anche le rappresaglie del nemico sulla popolazione di Calumet; non appena il comando si accorge di quanto accaduto, giustizia una parte dei suoi prigionieri fra cui il signor Eckert. Armati di mezzi sottratti al nemico, i ragazzi riescono ad innescare bombe e ad attirare i soldati nelle loro trappole.

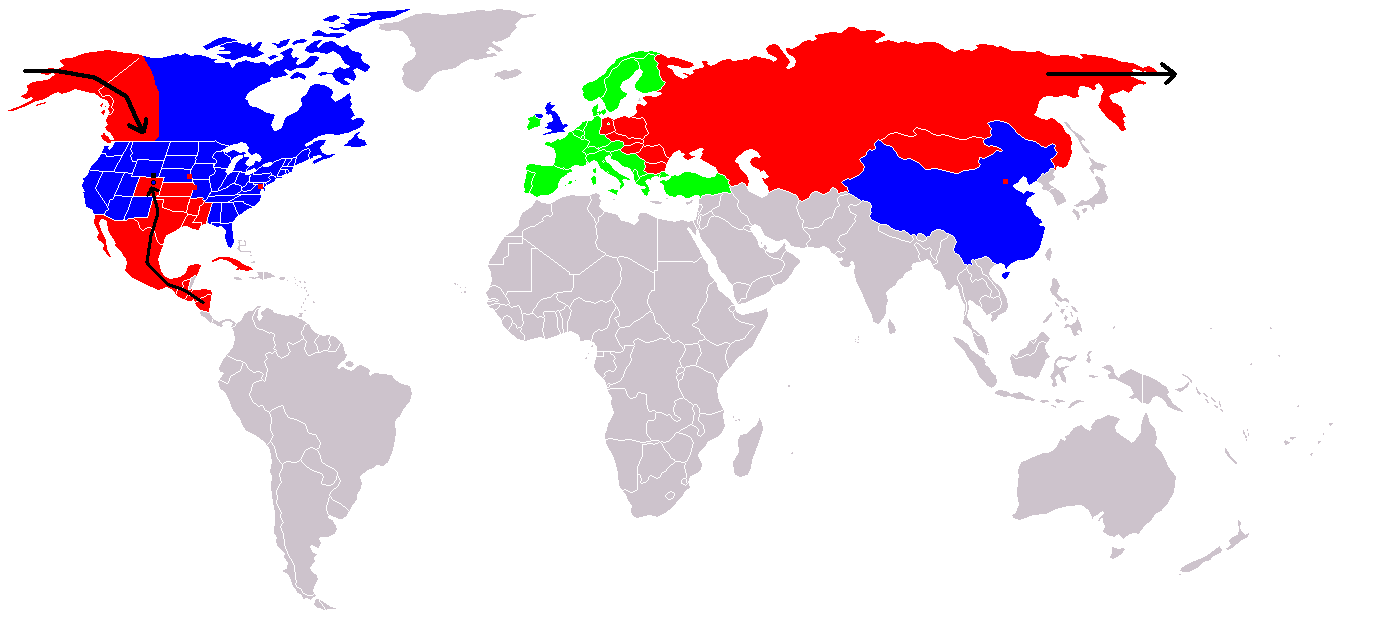
Programma degli eventi descritti nel film:
Blu: Gli Stati Uniti ed i relativi alleati Canada, Regno Unito e Repubblica Popolare Cinese.
Colore rosso: L'Unione Sovietica ed i relativi alleati.
Verde: I paesi neutrali dell'Europa occidentale.
I puntini rossi indicano alcune posizioni chiave quale Washington, Omaha (Nebraska), Kansas City (Missouri) e Pechino (Cina)

Un giorno, il tenente colonnello statunitense Andrew Tanner, abbattuto durante un'operazione, li trova; il militare spiega loro che non tutti gli Stati Uniti sono stati occupati: Washington e alcune città sono state conquistate, le truppe ispaniche hanno invaso il Midwest coi paracadutisti per poi sfondare i confini messicani e mandare uomini e mezzi corazzati, arrivando nel Wyoming e coinvolgendo il Colorado. Inoltre attraverso lo stretto di Bering, i sovietici hanno invaso l'Alaska, tagliando gli oleodotti ed avanzando poi nel Canada occidentale. Dall'Europa, solo il Regno Unito prende parte al conflitto, mentre il continente denuclearizzato preferisce restar fuori e tenersi così buono il gigante sovietico.
Con Tanner, i ragazzi effettuano pianificazioni militari che portano alla liberazione di un campo di prigionieri e all'armamento degli stessi. Ma l'inverno incombe e prima di far crescere validamente la squadra c'è il rischio di venire neutralizzati dai russi. La neve arriva. Aardvark e lo stesso Tanner muoiono durante un combattimento e dopo una commovente cerimonia tenuta da Danny fra alcuni dei ragazzi c'è il desiderio di mollare tutto. Nel frattempo, in città, il colonnello Strelnikov fa un discorso ai compagni soldati, dichiarando che d'ora in avanti non ci saranno più inutili rappresaglie, ma di agire fermamente. Dopo non molto tempo, alcuni soldati riusciti a rintracciarli vengono contrastati dai ragazzi: uno viene fatto prigioniero, e ha con sé un ricevitore di onde sonore provenienti da un trasmettitore che si trova nello stomaco di Daryl. Il figlio del sindaco confessa di essere stato costretto a inghiottire il congegno. Nonostante Matt e Danny siano decisamente contrari, Jed è irremovibile; carica la pistola e uccide il soldato ma non ha il coraggio di giustiziare Daryl, ucciso poi da Robert. Dopo l'esecuzione i ragazzi lasciano la zona.
Arrivati vicini al confine con l'America Libera i ragazzi trovano un convoglio abbandonato pieno di cibo, e si rifocillano. Elicotteri sovietici irrompono nella zona: Robert viene ucciso dopo averne colpito uno col bazooka, Toni viene ferita e si fa consegnare da Jed una granata da utilizzare, sacrificandosi, all'arrivo dei soldati. Rimasti in quattro, i ragazzi si devono dividere, così Erica e Danny fuggono a cavallo verso la libertà, mentre Matt e Jed distraggono le truppe.
Matt, dopo alcune esplosioni, viene ferito gravemente; Jed, col fratello fra le braccia, batte in ritirata, riuscendo a resistere ai nemici, uccidendo sia Bratčenko che Strelnikov, venendo tuttavia ferito; si trova però davanti il colonnello Bella. Questi punta l'arma contro di lui, privo ormai di munizioni e preoccupato solo di salvare Matt. Bella decide di non infierire; Erica e Danny riescono infine a superare il confine.
Alcuni anni dopo, dopo la fine della guerra, conclusasi con la vittoria statunitense, Erica racconta che lei e Danny non rividero più Jed e Matt.

## Produzione
Il film è stato prodotto con un budget di 17 milioni di dollari.
La tranquilla cittadina di Calumet, nel Colorado, dove è ambientato il film, è immaginaria. Gli esterni sono stati girati a Las Vegas, ma quella del Nuovo Messico, più sobria e con 14 000 abitanti.

### Cast
Patrick Swayze, C. Thomas Howell e Darren Dalton avevano lavorato insieme l'anno prima ne I ragazzi della 56ma strada di Francis Ford Coppola; inoltre Swayze e Howell, nello stesso anno di Alba rossa, recitarono insieme anche in Bulldozer di Randal Kleiser. Infine solo tre anni più tardi Swayze avrebbe recitato al fianco di Jennifer Grey nel celebre Dirty Dancing - Balli proibiti.

## Promozione
La frase pubblicitaria scelta per il manifesto era: “Nessun esercito straniero aveva mai occupato il suolo americano. Finora”. Dovette però essere corretta in virtù del fatto che gli Stati Uniti sono stati invasi in almeno due occasioni: dagli inglesi fra il 1812 e il 1814, con l'occupazione di Washington ed il bombardamento della Casa Bianca, poi di Detroit e di parte del Maine settentrionale e successivamente dai rivoluzionari messicani di Pancho Villa nel 1916, con il saccheggio di Columbus nel Nuovo Messico. La frase fu quindi corretta con la dicitura iniziale “Nel nostro tempo...”.

## Distribuzione
Red Dawn uscì negli U.S.A. il 10 agosto 1984, distribuito da MGM con la United Artists. L'incasso non fu grandioso come pure in Italia, dove Alba rossa uscì in autunno e passò quasi inosservato.

## Accoglienza

### Critica
Il film non fu esente da aspre critiche. Non solo le armi, ma la violenza in generale venne giudicata ben oltre gli standard dei film di guerra. Il Guinness dei Primati lo considerò addirittura il più violento film dell'anno, avvalendosi forse delle cifre riportate dalla National Coalition of Television Violence che registrò 134 atti di violenza in un'ora, o anche 2,23 al minuto. A livello di censura, per Alba rossa fu inaugurato il PG 13, cioè il divieto ai minori di 13 anni non accompagnati da un genitore. In Italia il film rimase invece “per tutti”.
Il sito aggregatore di recensioni Rotten Tomatoes riporta che il 46% delle 24 recensioni professionali ha dato un giudizio positivo, con un voto medio di 4,86 su 10.
La stampa internazionale critica l'evidente tentativo di rovesciare con Alba rossa la morale del conflitto in Vietnam. La cittadina americana diventa vittima di una invasione straniera, ingiustificata e caratterizzata da violenze terribili, gli studenti americani assumono il ruolo dei Vietcong, resistendo, a costo della propria vita, all'invasione straniera.  Il film viene cosi inserito nell'enorme sforzo parabellico che gli Stati Uniti attraversano negli anni '80. Lo Spiegel parla di "riarmamento morale". 

## Edizione italiana
Il film è recitato in tre lingue: inglese, spagnolo e russo. Nel doppiaggio italiano, diretto da Renato Izzo, russo e spagnolo rimangono con i sottotitoli. In un'unica scena il colonnello Bella, che parla originariamente in inglese invece che nel suo spagnolo, è stato ugualmente doppiato, per cui la sua voce stona con quella udita fino al momento.
Nei titoli di coda italiani del film il personaggio del sindaco Bates (in originale Mayor Bates) è stato tradotto erroneamente come "Maggiore Bates".

## Influenza culturale
- Il videogioco di strategia in tempo reale World in Conflict ha utilizzato come fonte di citazione principale il film Alba rossa in quanto, ad esempio, nel gioco l'invasione del continente americano inizia con delle navi da trasporto camuffate e poi con un massiccio uso di truppe avio-trasportate. L'unica differenza dal film è che i russi attaccano nello stato di Washington e non nel Colorado.[senza fonte]
- L'operazione di cattura (13 dicembre 2003) del deposto dittatore iracheno Saddam Hussein fu chiamata Operazione Alba Rossa, proprio in omaggio al film, “patriottico e proamericano”, secondo l'ufficiale che le diede questo nome. John Milius si è detto “profondamente lusingato e onorato”.
- Il film è stato parodiato per la televisione nell'episodio Alba grigia del cartone animato satirico South Park.
- Nella serie Scrubs - Medici ai primi ferri, Alba rossa è il film che il protagonista J.D. e il suo migliore amico Turk guardano 99 volte, e di cui conoscono tutte le battute. Durante il film viene spesso ripetuta la parola "Wolverines", detta con enfasi e un braccio alzato col pugno chiuso.
- John Milius è coautore del romanzo Homefront, da cui è stato tratto un videogioco in uscita nel marzo 2011, libro che riprende in parte l'idea di Alba rossa, narrando di un'America attaccata dalla Corea del Nord nel 2027.

## Remake
Nel maggio 2008 fu annunciato che un rifacimento del classico di guerra Alba rossa era in fase di preparazione da parte della MGM, «tenendo conto del mondo post-11 settembre in cui viviamo». Con alla base un bilancio di produzione relativamente modesto, e Vincent Newman alla produzione, Carl Ellsworth e Jeremy Passmore furono incaricati della scrittura e attualizzazione della sceneggiatura, in un secondo momento poi rivista da Tony Gilroy. Per la regia si era fatto il nome di Darren Aronofsky, ma andò poi a Dan Bradley, i cui unici crediti precedenti erano regista di seconda unità e coordinatore dei cascatori nei film The Bourne Ultimatum, Spider-Man 3, Independence Day e Quantum of Solace. In riferimento ad alcune recensioni eseguite sul lavoro degli sceneggiatori, tra i nemici sarebbero apparsi anche soldati russi.
L'uscita cinematografica di Red Dawn - Alba rossa negli Stati Uniti era prevista per il novembre 2010, ma fu annullata e rinviata a data da destinarsi in conseguenza di una forte crisi finanziaria cui era preda la Metro-Goldwyn-Mayer dal 2009. Il remake è poi uscito nel 2012, ricevendo durante l'edizione dei Razzie Awards 2012 una candidatura come Peggior prequel, remake, rip-off o sequel.